# Walther Rode
Walther Rode (ursprünglich Rosenzweig; * 9. April 1876 in Czernowitz, Bukowina; † 12. August 1934 in Comologno, Tessin, Schweiz) war Rechtsanwalt und Schriftsteller.

## Leben
Aus großbürgerlichem, assimiliertem jüdischen Elternhaus als viertes von acht Kindern stammend, empfing er erste literarische Anregungen von seinem sehr vermögenden Vater Leon Rosenzweig (1840–1914), Bankier, Gemeinderats-, später Reichsratsabgeordneter, der Theaterstücke und Erzählungen verfasste. Studium der Rechtswissenschaften in Czernowitz, Fortsetzung des Studiums in Wien, wo er im Jahr 1900 zum Dr. beider Rechte (auch des Kirchenrechts) promoviert wurde und sich nach Absolvierung einer Ausbildungszeit in Wien als Rechtsanwalt niederließ. 1899 Änderung des Familiennamens auf Rode. 1907 Eintragung in die Liste der „Hof- und Gerichtsadvocaten“. Verteidiger in aufsehenerregenden politischen Prozessen. Seine Justizerfahrungen machen bald einen erbitterten Gegner verknöcherten Beamtentums und menschenverachtender Justiz aus ihm und führen zu ersten satirischen Pamphleten. Im Ersten Weltkrieg als Verteidiger und Ermittlungsrichter bei einem Kriegsgericht in Laibach zum Kriegsdienst einberufen, versucht er den Terror der k.k. Militärjustiz zu lindern. Rückkehr nach Wien 1915, als er aus gesundheitlichen Gründen aus dem Militärdienst entlassen wird. Als Mitglied der vom Großkaufmann Julius Meinl II. mitbegründeten „Österreichischen Politischen Gesellschaft“ Bemühungen um einen raschen Verständigungsfrieden. Erster Konflikt mit dem „Obersten Gerichtshof“, dem er „bewußte Gesetzesverletzung, Rechtshohn und Willkür“ vorwirft. Die Disziplinarrichter sprechen ihn frei.
Verstärkte publizistische Tätigkeit, so an der pazifistisch-demokratischen Zeitschrift „Der Friede“, bald auch an weiteren Wiener Zeitungen („Der Morgen“, „Der Tag“, „Neue Freie Presse“, „Neues 8-Uhr-Blatt“, „Arbeiter-Zeitung“ u. a.). Hierdurch ergeben sich freundschaftliche Beziehungen zu publizistisch tätigen Schriftstellern wie Kurt Tucholsky, Anton Kuh, Leo Perutz, Roda Roda, Franz Blei, Joseph Roth und Rudolf Olden. Es erscheinen mehrere Bände mit Sammlungen seiner Vorträge und Zeitungsbeiträge. Im Jahr 1925 neuerlicher Konflikt mit dem Obersten Gerichtshof, den er in einem Zeitungsartikel wegen der Bestätigung eines Fehlurteils in einem Mordprozess scharf geißelt. Als Beleidiger des Obersten Gerichtshofes vor ein Geschworenengericht gestellt, verteidigt er sich glänzend und wird neuerlich freigesprochen.
Eine bittere Satire gegen das Beamtentum führt zum Boykott seiner Anwaltskanzlei durch die empörte Beamtenschaft. 1928 gibt er die Advokatur auf und geht in die Schweiz, wo er vom „Prager Tagblatt“ zum Korrespondenten beim Völkerbund in Genf bestellt wird. Daneben intensive publizistische und literarische Tätigkeit für die „Weltbühne“, „Das Tage-Buch“ und zahlreiche Tageszeitungen. Er gibt Bücher mit der Quintessenz seiner Justizerfahrungen („Justiz“), seiner Völkerbund-Berichte („Frieden und Friedensleute“) und ein satirisch gemeintes „Lesebuch für Angeklagte“ („Knöpfe und Vögel“) heraus. Nach der Machtergreifung der Nationalsozialisten in Deutschland beginnt er sofort den publizistischen Kampf gegen Rassismus, Unterdrückung und Barbarei durch sein Buch „Deutschland ist Caliban“ und die Mitarbeit an führenden Zeitschriften des antifaschistischen Exils: „Die Sammlung“, „Das Neue Tage-Buch“ und „Die Neue Weltbühne“. Er verkehrt im Kreis um den Zürcher Rechtsanwalt Wladimir Rosenbaum und dessen Frau Aline Valangin, beide tatkräftige Unterstützer des literarischen Exils, in deren Haus im Tessin er im August 1934 stirbt. Seine Schriften werden durch die Nationalsozialisten verboten und verbrannt und geraten in Vergessenheit. Sein „Lesebuch für Angeklagte“ wird auch im österreichischen Ständestaat 1937 als „staatsgefährdend“ verboten.

## Anerkennungen
- Artikel mit dem Titel Pamphletist gegen das Hakenkreuz über den bedeutenden Hitlerkritiker Rode von Rudolf Olden im Pariser Neuen Tageblatt, 17. März 1934, S. 259 f.
- Seit 2011 wird der Walther-Rode-Preis als Journalismuspreis verliehen.

## Werke (Auswahl)
- Erotische Literatur. Zwei Verteidigungsreden. Stern, Wien 1912.
- Aus der Wiener Justiz. (Unter dem Pseudonym „Pamphilius“). Bio, Wien 1914.
- Die Wahrheit und ihre Grenzen vor Gericht. Vortrag,  gehalten in der Wiener Urania am 3. März 1917, Wien 1917.
- Der Fall Petko Peneff und der mündliche Gerichtstag vor dem Kassationshof. Stern, Wien 1918.
- Nationalitätenkampf und politischer Prozeß im ehemaligen Österreich. Stern, Wien 1919.
- (Gemeinsam mit Leo Perutz): Die Feldgerichte und das Volksgericht. Brand, Wien 1919.
- Wien und die Republik. Stern, Wien 1920.
- Justiz, Justizleute und Anderes. Wiener Graphische Werkstätte, Wien 1921.
- Gericht über den Obersten Gerichtshof. Rede, gehalten am 23. Juni 1925 vor dem Schwurgericht Wien. F. Lang, Wien 1925. (Digitalisat)
- Österreichs fröhliche Agonie. Streitschriften und Pamphlete. Verlagsanstalt Dr. Zahn u. Dr. Diamant, Wien 1926
- Österreichs Beamtenpyramide. C. Konegen, Wien 1927.
- Antrag auf Einleitung der Voruntersuchung wider Dr. Ernst Hauser und Genossen wegen Verbrechen des Mordes. Wien 1927
- Justiz. Fragmente. Rowohlt, Berlin 1929
- Knöpfe und Vögel. Lesebuch für Angeklagte. Transmare, Berlin 1931
  - Neuauflage mit einem Essay von Anton Kuh. Nachwort Gerd Baumgartner. Hrsg. Thomas B. Schumann. Edition memoria, Hürth 2000, ISBN 3-930353-10-5.
  - Ebenfalls in der Werkausgabe bei Löcker Wien u.d.T. Lesebuch für Angeklagte. s. u.
- Frieden und Friedensleute. Transmare, Berlin 1931.
- Deutschland ist Caliban. Ein Pamphlet gegen den Hinterwäldler aus Braunau und die Deutschen aus dem Jahre 1934. Europa Verlag, Zürich 1934.
  - Neuauflage, mit einem Vorwort von Klaus Bittermann. Edition Tiamat, Berlin 2018, ISBN 978-3-89320-226-3 (Leseprobe).
- Werkausgabe in vier Bänden. Hrsg. von Gerd Baumgartner. Löcker, Wien 2007, ISBN 978-3-85409-444-9.
  - Bd. 1: Österreichs fröhliche Agonie.
  - Bd. 2: Lesebuch für Angeklagte.
  - Bd. 3: Pamphlet gegen Hitler.
  - Bd. 4: Leben und Werk.
- Wien und die Republik und andere aufmerksame Beobachtungen. Hrsg. und mit einem Anhang versehen von Alfred J. Noll. Czernin-Verlag, Wien 2011, ISBN 978-3-7076-0376-7.
- Der Fall der Baronin Bibu und andere Geschichten aus dem Leben. Hrsg. und mit einer Nachbemerkung versehen von Alfred J. Noll. Czernin-Verlag, Wien 2013, ISBN 978-3-7076-0436-8.
- Immer gegen die Justiz! – Polemiken und Pamphlete. Hrsg. Alfred, J. Noll, Czernin, Wien 2013, ISBN 978-3-7076-0473-3.